# Gammtratten
Gammtratten este o arie protejată (arie specială de conservare — SAC, sit de importanță comunitară — SCI, arie de protecție specială avifaunistică — SPA) din Suedia întinsă pe o suprafață de 743,2 ha, integral pe uscat.

## Localizare
Centrul sitului Gammtratten este situat la coordonatele 63°51′32″N 18°07′19″E / 63.859°N 18.122°E.

## Înființare
Situl Gammtratten a fost declarat sit de importanță comunitară în decembrie 1995 pentru a proteja 8 specii de animale. Alte tipuri de protecție:
- arie de protecție specială avifaunistică (în iulie 2000)[2]
- arie specială de conservare (în martie 2011)[1][3][4]

## Biodiversitate
Situată în ecoregiunea boreală, aria protejată conține 6 habitate naturale: Pante stâncoase silicioase cu vegetație casmofită, Taiga vestică, Lacuri și iazuri distrofice naturale, Păduri fino-scandinave bogate în ierburi cu Picea abies, Mlaștini împădurite, Mlaștini turboase de tranziție și turbării mișcătoare.
La baza desemnării sitului se află mai multe specii protejate:
- păsări (6): cocoșul de mesteacăn (Bonasa bonasia), ciocănitoare neagră (Dryocopus martius), ciocănitoare de munte (Picoides tridactylus), Surnia ulula, cocoșul de mesteacăn (Tetrao tetrix tetrix),  cocoș de munte (Tetrao urogallus)
- mamifere (1): râs eurasiatic (Lynx lynx)
- nevertebrate (1): Pytho kolwensis